# Soul Soul Remix
Singles de Suprême NTM
Authentik Remix
(1991) Boogie Man
( mars 1992)
Pistes de Authentik
Quelle gratitude ? C'est clair
Soul Soul Remix est un single et un maxi du groupe Suprême NTM sorti le 8 janvier 1992.

## Contenu
Il contient des remixes réalisés par l'Américain Kirk Yano du titre Soul Soul qui figure sur leur premier album studio, Authentik sorti le 3 juin 1991, ainsi que le titre Nouvelle attack terroriste sur 24 pistes, présent sur le second album du groupe, 1993... J'appuie sur la gâchette, sorti le 15 mars 1993. Kirk Yano est particulièrement réputé pour avoir collaboré avec Public Enemy sur leur grand classique Fear of a Black Planet en 1990.
Pour le remix du titre Soul Soul, Kirk Yano et Fred Versaille décident de jouer une partie de l'instrumental avec des instruments et non des samples. Michael “Kidd Funkadelic” Hampton, guitariste de Parliament et Funkadelic, et Kenny Aaronson (en), bassiste ayant joué pour Joan Jett, Bob Dylan et Billy Idol, participent ainsi au remix. Contrairement au remix du titre Authentik réalisé en France au studio de la Grande Armée, Kirk Yano décide de remixer Soul Soul directement à New York aux studios Soundtrack et Unique Recording (en).

## Pochette
La pochette est réalisée par Colt avec l'utilisation d'une photo de Seb Janiak.

## Clip
Le clip de la chanson Soul Soul est réalisé par Seb Janiak et est tourné dans un hangar d'EDF au carrefour Pleyel à Saint-Denis. Le clip met en scène des scènes futuristes par incrustation tirées directement du décor et de l'univers de son précédent clip In My World pour Nina Hagen.

## Liste des titres
- NTM Mix Soul Soul
- Nouvelle Attack Terroriste Sur 24 Pistes

S'ajoutent également les titres suivants sur la version maxi:
- New York Mix Soul Soul
- Soul Soul (Instrumental)
- Nouvelle Attack Terroriste Sur 24 Pistes (Instrumental)